# Maciço do Sudeste Asiático
O termo Maciço do Sudeste Asiático foi proposto em 1997 pelo antropólogo Jean Michaud para discutir as sociedades humanas que habitam as terras acima de aproximadamente trezentos metros na porção sudeste da massa de terra asiática, portanto, não apenas nas terras altas do continente convencional do Sudeste Asiático. Trata-se de terras altas que se sobrepõem a partes de dez países: sudoeste da China, nordeste da Índia, leste de Bangladesh e todas as terras altas de Mianmar (Birmânia), Tailândia, Vietnã, Laos, Camboja, Península da Malásia e Taiwan. A população indígena englobada dentro desses limites é de aproximadamente cem milhões, sem contar os migrantes dos grupos majoritários das terras baixas circundantes que vieram se estabelecer nas terras altas nos últimos séculos.
A noção do Maciço do Sudeste Asiático se sobrepõe geograficamente com o segmento oriental da noção de Zomia de Van Schendel proposta em 2002, enquanto se sobrepõe geograficamente com o que o cientista político James C. Scott chamou de Zomia em 2009. Enquanto a noção de Zomia ressalta uma compreensão histórica e política daquela região alta, o Maciço do Sudeste Asiático é mais apropriadamente rotulado como um lugar ou um espaço social.

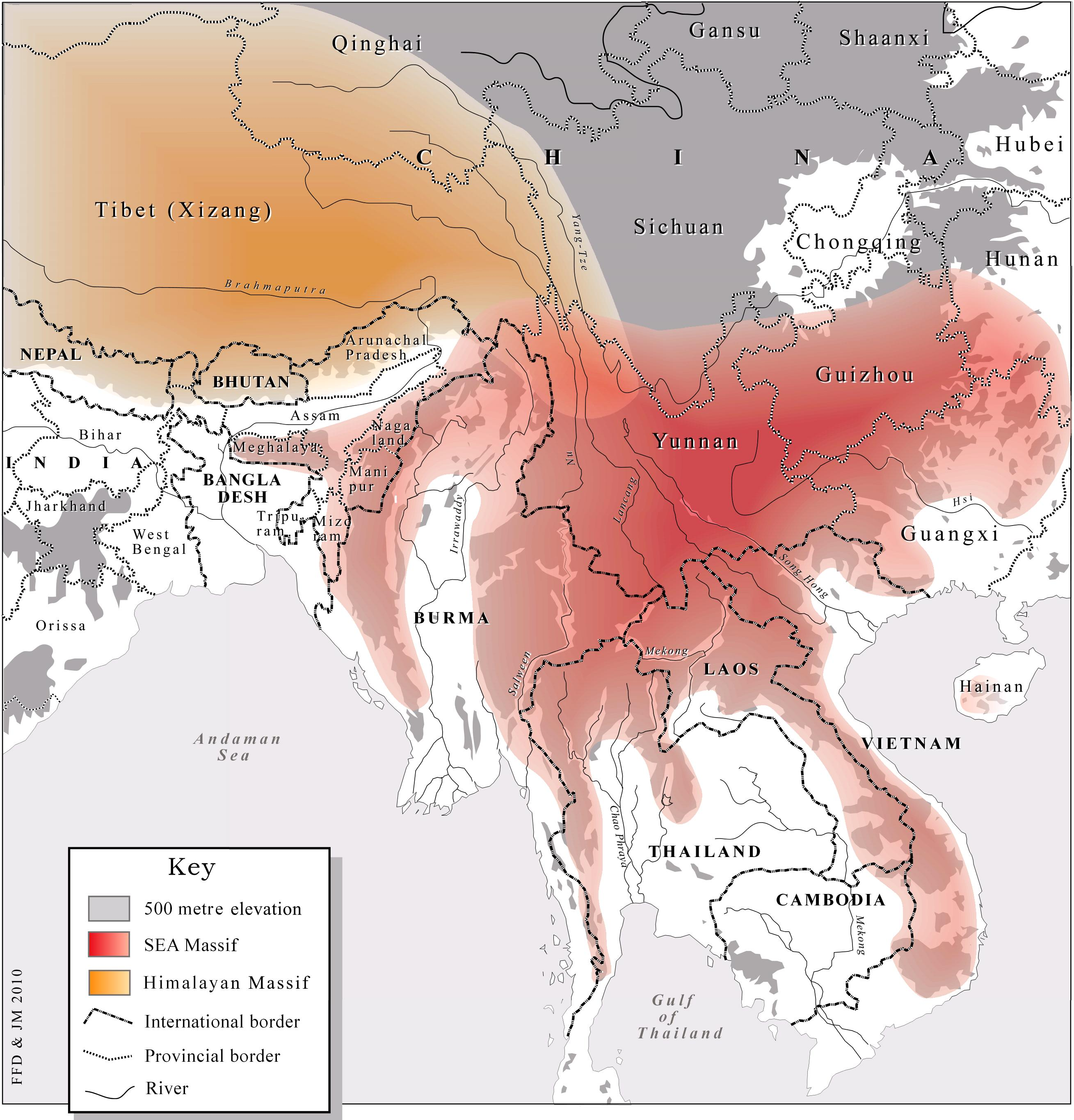